# Draganica (miejscowość)
Draganica (bułg. Драганица) – wieś w Bułgarii, w obwodzie Montana, w gminie Wyrszec. Według danych szacunkowych Ujednoliconego Systemu Ewidencji Ludności oraz Usług Administracyjnych dla Ludności, 15 września 2023 roku miejscowość liczyła 145 mieszkańców.

## Geografia
Draganica to wieś w północno-zachodniej Bułgarii, położona jest u podnóża Prebałkanów, na wysokości 344 m n.p.m. Przez samą wieś przepływa rzeka Kojawec. Na terenie wsi występują liczne jaskinie. Jaskinia „Griwena dupka” znajduje się na południowy wschód od wsi, obok rzeki Szugowica – jest to bardzo głęboka jaskinia zlokalizowana w wapiennych skałach. Znajdują się tam dwa otwory (wejścia) – jeden jest „ciepły” a drugi, dolny – „zimny”. Inną znaną jaskinią w tym rejonie jest jaskinia „Duszanica”, zbadana w 1979 r. przez Aleksieja Żałowa.